# Örebro Intn'l
Örebro Intn'l är ett travlopp för varmblodstravare som körs på Örebrotravet i Örebro i Örebro län, första lördagen i maj varje år i samband med att Örebrotravet arrangerar V75. Det är ett Grupp 2-lopp, det vill säga ett lopp av näst högsta internationella klass. Loppet körs över distansen 3140 meter med voltstart och med tillägg på 20 respektive 40 meter. Förstapris är 400 000 kronor.

## Vinnare
| År   | Häst              | Efter              | Kusk                 | Tränare            | Odds  | Tid    |
| ---- | ----------------- | ------------------ | -------------------- | ------------------ | ----- | ------ |
| 2024 | High On Pepper    | Ready Cash         | Jorma Kontio         | Katja Melkko       | 3,43  | 1.13,3 |
| 2023 | Versace Face      | Joke Face          | Örjan Kihlström      | Daniel Redén       | 5,83  | 1.14,7 |
| 2022 | Falcon Eye        | Father Patrick     | Erik Adielsson       | Thor Borg          | 10,70 | 1.15,4 |
| 2021 | Moni Viking       | Maharajah          | Björn Goop           | Jan Lyng           | 2,05  | 1.13,6 |
| 2020 | Electrical Storm  | Make It Happen     | Mattias Djuse        | Mattias Djuse      | 6,89  | 1.13,4 |
| 2019 | Mack Dragan       | Zola Boko          | Carl Johan Jepson    | Morgan Wilhelmsson | 6,64  | 1.13,8 |
| 2018 | Just Wait And See | Scarlet Knight     | Christoffer Eriksson | Håkan K. Persson   | 6,96  | 1.12,9 |
| 2017 | Balfour           | Scipion du Goutier | Kim Eriksson         | Robert Bergh       | 4,53  | 1.13,3 |
| 2016 | Mellby Viking     | Viking Kronos      | Jorma Kontio         | Timo Nurmos        | 3,16  | 1.13,4 |
| 2015 | On Hold           | Valley Victor      | Magnus Jakobsson     | Bernie Gustafsson  | 24,79 | 1.13,4 |
| 2014 | Mellby Viking     | Viking Kronos      | Jorma Kontio         | Timo Nurmos        | 3,58  | 1.14,3 |
| 2013 | New Line          | King Conch         | Åke Svanstedt        | Åke Svanstedt      | 3,30  | 1.15,2 |
| 2012 | Spring Erom       | Gentle Star        | Björn Goop           | Håkan Olofsson     | 7,66  | 1.14,5 |
| 2011 | Juggle Face       | Viking Kronos      | Lutfi Kolgjini       | Lutfi Kolgjini     | 12,39 | 1.13,7 |
| 2010 | Spring Erom       | Gentle Star        | Björn Goop           | Håkan Olofsson     | 3,49  | 1.14,2 |
| 2009 | Imola November    | Viking Kronos      | Lutfi Kolgjini       | Lutfi Kolgjini     | 8,87  | 1.15,0 |
| 2008 | Dude Kemp         | Lindy Lane         | Jorma Kontio         | Timo Nurmos        | 4,47  | 1.15,6 |
| 2007 | Finders Keepers   | Keepitinthefamily  | Stefan Söderkvist    | Åke Svanstedt      | 5,70  | 1.13,3 |
| 2006 | In Cap n'Gown     | Frisky Frazer      | Steen Juul           | Steen Juul         | 4,49  | 1.15,2 |
| 2005 | Max Flukt         | Spotlite Lobell    | Kent Knutsson        | Kent Knutsson      | 1,41  | 1.14,9 |
| 2004 | Count Go          | Choctaw Brave      | Veijo Heiskanen      | Veijo Heiskanen    | 6,53  | 1.16,0 |
| 2003 | Equator Damhus    | Carmody Lobell     | Knud Mönster         | Laurids Jensen     | 21,59 | 1.15,0 |